# Het Blauw Kasteel

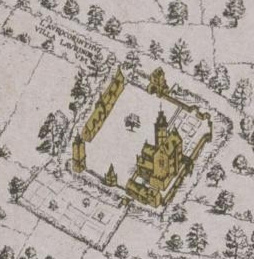
Het Blauw Kasteel in 1562

Het Blauw Kasteel is een voormalig kasteel in Sint-Kruis, deelgemeente van de stad Brugge, gelegen aan de Blauwkasteelweg 24-28.

## Geschiedenis
Het landgoed was gelegen naast het Kartuizerklooster Genadedal. Omstreeks 1500 behoorde het aan de Brugse koopman Pieter Mouscron. Midden 16e eeuw kwam het aan Marcus Laurinus jr. en deze liet er een fraai kasteel met bibliotheek bouwen, dat de naam Laurocorinthus Villa Laurinorum kreeg.
In 1578 werd de Calvinistische republiek Brugge ingesteld, en deze gelastte de afbraak van kasteel en klooster, en het vertrek van Laurinus. In 1595 kwam het domein aan Gerard van Volden. Begin 17e eeuw werd een nieuw kasteel opgericht. Na de Eerste Wereldoorlog werd dit kasteel afgebroken. Van het 16e-eeuwse poortgebouw en het 17e-eeuwse kasteel zijn nog enkele muurresten bewaard. Ook is er nog een schuur met wagenhuis uit de 17e eeuw. Verder is er nog de hoeve Het Blauwhuis, een overblijfsel van de voormalige neerhof.
Het domein is tegenwoordig eigendom van de stad Brugge en staat, met omliggend gebied, bekend als De Gulden Kamer. Er zijn voorzieningen voor de jeugdbeweging en sportvelden.